# Попів Став
Попів Став — річка  в Україні, у  Погребищенському й Липовецькому районах Вінницької області, права притока Вільшанки  (басейн Південного  Бугу).

## Опис
Довжина річки 7,2 км. У річку впадає кілька струмків, споруджено ставки.

## Розташування
Бере  початок на північно-східній околиці Сопина. Тече переважно на північний захід через Білу і впадає у річку Вільшанку, ліву притоку Десни.
Населені пункти вздовж  берегової смуги: Шендерівка.

## Притоки
Струмок Блискучий — права притока. Довжина — 5 км, площа басейну — 13,1 км². Протікає між селами Сопин і Шендерівка.